# (15728) Karlmay
(15728) Karlmay (1990 TG11) – planetoida z pasa głównego asteroid okrążająca Słońce w ciągu 3,51 lat w średniej odległości 2,31 j.a. Odkryta 11 października 1990 roku.